# Рядовка величезна
Рядовка величезна (Tricholoma colossus) — вид грибів роду рядовка (Tricholoma). Сучасну біномінальну назву надано у 1984 році.

## Будова

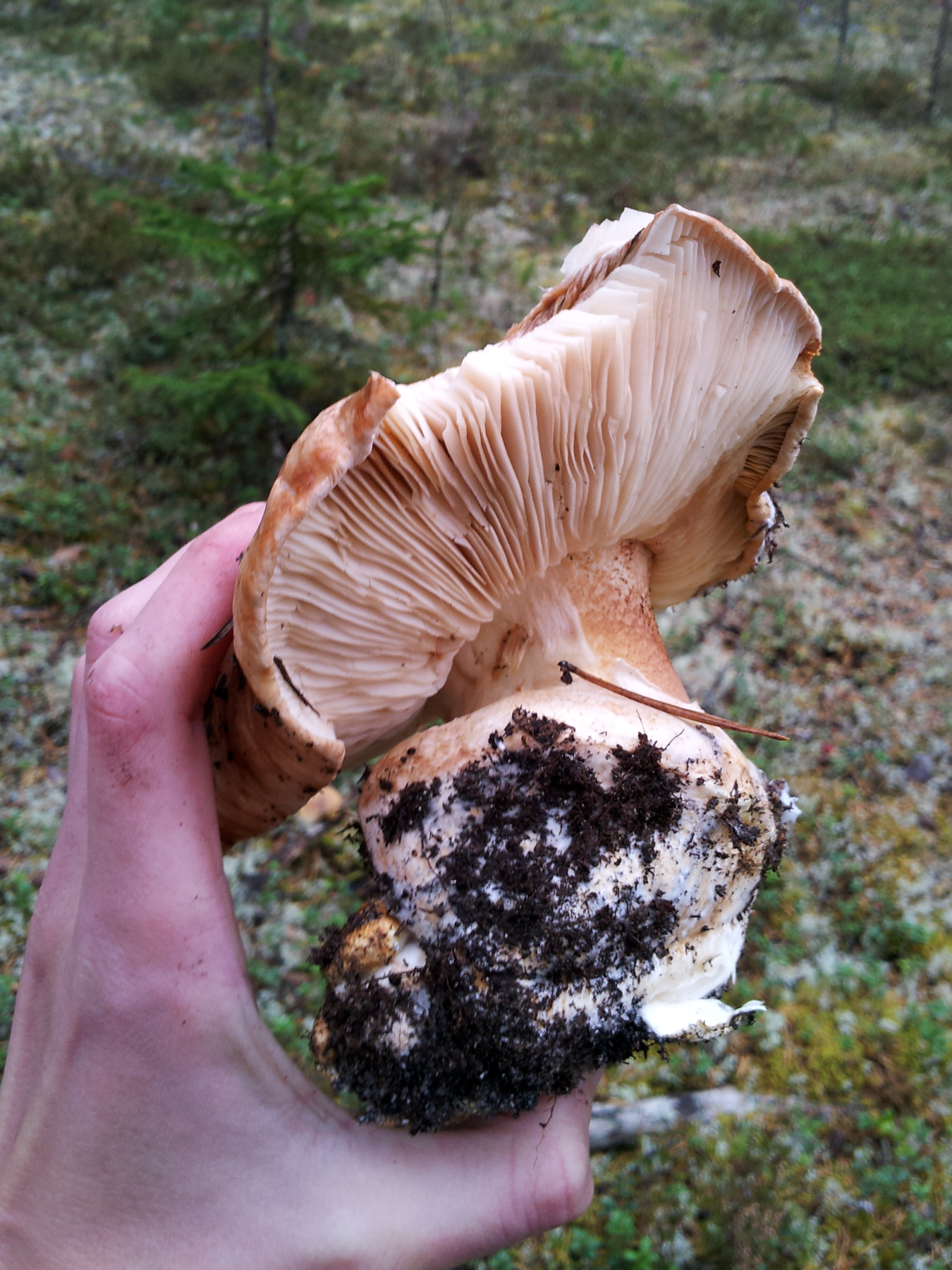
Розмір гриба

Щільне м'ясисте плодове тіло має загальне покривало. Молода гола клейкувата напівсферична шапинка має 10–25 см у діаметрі. З часом опукло-розпростерта з підігнутим краєм дещо лускато-тріщинувата. Кольору сірувато-рожевувато-коричнюватого, червонувато-коричневого чи каштанового. Білуваті пластинки прирослі, згодом майже вільні. Спори безбарвні. Ніжка 5–10×3–4 см вгорі біла порошиста, з кільцем, що зникає. Вона дуже потовщується донизу і має при основі колір шапинки. М'якуш з приємним запахом, спочатку білуватий, забарвлений під шкіркою, згодом червонуватий.

## Життєвий цикл
Плодові тіла з'являються у вересні–листопаді.

## Поширення та середовище існування
Росте у Європі у хвойних лісах та парках. В Україні відомий з Правобережного Лісостепу (околиця міста Первомайськ), Гірського Криму (Ялтинський гірсько-лісовий природний заповідник, Гурзуфське лісництво), Південного берега Криму (Нікітський ботанічний сад).

## Практичне використання
Їстівний гриб.

## Природоохоронний статус
Включений до третього видання Червоної книги України (2009 р.). Охороняється в Ялтинському гірськолісовому природному заповіднику.